# Torrijos (Marinduque)
0 é um município de  terceira classe de renda municipal (d) na província Marinduque, nas Filipinas. De acordo com o censo de 1 de maio  de  2020 possui uma população de 30 476 pessoas e 7 554 domicílios.